# I liga polska w hokeju na lodzie (1973/1974)
19. sezon I ligi polskiej w hokeju na lodzie rozegrany został na przełomie 1973 i 1974 roku. Był to 38 sezon rozgrywek o Mistrzostwo Polski w hokeju na lodzie.
W maju Plenum Polskiego Związku Hokeja na Lodzie dokonało zmian w systemie rozgrywek ligowych w hokeju na lodzie, w myśl których w I lidze utrzymano liczbę 10 uczestników, jednak wprowadzono degradację dwóch drużyn (dotychczas spadkowiczem do II ligi był jeden zespół).
Sezon rozpoczęto 29 września 1973. I runda, złożona z 18 meczów, została zakończona dwumeczami 24-25 listopada 1973 oraz prowadzeniem w tabeli drużyny Podhala, zaś początek II rundy przewidziano na styczeń 1974. W dniach 9-10 lutego 1974 rozegrano kolejkę dwumeczów w których wicelider Baildon uległ dwukrotnie z Podhalem 1:10 i 0:5, zaś KTH przegrał z Polonią 3:6 i 2:7, przy czym w drugim spotkaniu doszło do chuligańskich zachowań publiczności, a mecz dokończono przy pustych trybunach.
Mistrzem Polski został zespół Podhala Nowy Targ. Był to 6 tytuł mistrzowski w historii klubu.
Nagrodę „Złoty Kija” za sezon otrzymał Stefan Chowaniec (Podhale Nowy Targ).

## Tabela
| Lp. | Zespół             | M  | Pkt | W  | R | P  | G+  | G−  | +/−  |
| --- | ------------------ | -- | --- | -- | - | -- | --- | --- | ---- |
| 1   | Podhale Nowy Targ  | 36 | 64  | 32 | 0 | 4  | 270 | 89  | +181 |
| 2   | Baildon Katowice   | 36 | 50  | 22 | 6 | 8  | 219 | 120 | +99  |
| 3   | Naprzód Janów      | 36 | 50  | 22 | 6 | 8  | 162 | 107 | +55  |
| 4   | ŁKS Łódź           | 36 | 38  | 17 | 4 | 15 | 140 | 110 | +29  |
| 5   | GKS Katowice       | 36 | 38  | 16 | 6 | 14 | 153 | 124 | +29  |
| 6   | Polonia Bydgoszcz  | 36 | 36  | 16 | 4 | 16 | 148 | 173 | -25  |
| 7   | Pomorzanin Toruń   | 36 | 31  | 12 | 7 | 17 | 150 | 170 | -20  |
| 8   | Zagłębie Sosnowiec | 36 | 24  | 10 | 4 | 22 | 115 | 165 | -50  |
| 9   | GKS Tychy          | 36 | 16  | 7  | 4 | 25 | 107 | 205 | -97  |
| 10  | KTH Krynica        | 36 | 11  | 5  | 1 | 30 | 120 | 321 | -201 |

## Skład Mistrza Polski
Podhale Nowy Targ: Tadeusz Słowakiewicz, Stanisław Fryźlewicz, Franciszek Klocek, Marek Marcińczak, Stefan Chowaniec, Józef Batkiewicz, Mieczysław Jaskierski, Walenty Ziętara, Leszek Kokoszka, Kudasik, Tadeusz Bełtowski, Andrzej Janczy, Stanisław Dąbrowski, Andrzej Słowakiewicz, Jan Bizub, Andrzej Iskrzycki, Józef Słowakiewicz, Tadeusz Kacik, Wiktor Pysz